# 田辺茂一
田辺 茂一（たなべ もいち、本名の読みは「しげいち」、1905年2月12日 - 1981年12月11日）は、日本の出版事業家、文化人。紀伊國屋書店創業者。東京府（現：東京都新宿区）出身。

## 来歴
当時の東京市・新宿にて、紀州備長炭を商う「紀伊國屋」の跡取りとして生まれる。祖先は紀州和歌山の出身。
私立高千穂小学校在学中であった、1915年の大正天皇の即位大典の日、父に連れられて入った丸善で洋書に魅せられて、書店経営を志すに至る。卒業後、慶應義塾専門部予科に入学。同級に演出家の大江良太郎がいた。1926年3月、慶應義塾高等部（現・慶應義塾大学）を卒業。1927年1月、紀伊國屋書店（現・新宿3丁目の本店）を創業、当時の店舗は二階建てだった。1928年、小学校の同級生だった舟橋聖一たちと共に、同人誌『文芸都市』を創刊（1932年8月まで）。
戦災で大きな被害を受け、一時は廃業も考えたが、将棋仲間だった角川源義の励ましで事業を再開。1946年1月に法人化し、株式会社紀伊國屋書店に改組。それに伴って、同社代表取締役社長に就任。翌47年5月に前川國男設計で本店舗を新築開店させた。
1950年、陸軍主計中尉あがりの松原治を経営陣に迎え、初めて経営が安定する。これ以降、田辺自身はほとんど経営に関与せず、夜な夜な銀座に出現してバーからバーへと飲み歩き、華麗な女性遍歴を繰り広げて「夜の市長」と呼ばれた。
1964年に再度前川國男設計により、紀伊國屋本社ビルを竣工（地上9階、地下2階、延べ床面積3,560坪（売場面積は480坪））させた。このビルには画廊と演劇ホール（紀伊國屋ホール）が併設されている。1966年には紀伊國屋演劇賞を創設するなど、文化事業に力を注いだ。
紀伊國屋書店には、自分好みの美少女を店員として置いて、若者達の気を引いた。田辺は、都会とは芸能や文化の集積ではなく、「そこへ行けば何かがある」と思わせる点が必要であると考えていた。
『芸者の肌』『おんな新幹線』『すたこらさっさ』『穀つぶし余話』など著書多数。大の駄洒落好きとしても知られた。また、夏目伸六（夏目漱石の次男で随筆家）の妻が原宿で経営していた「小料理 夏目」には、たびたび訪れており飲み代をつけにしていた。
1966年、随筆家の佐々木久子や石本美由起、杉村春子、灰田勝彦ら広島出身者や縁のある文化・芸能人が結成した「広島カープを優勝させる会」に、梶山季之の飲み友達だった関係で東京出身ながら参加した。優勝が実現したのは、ほぼ10年後（1975年）だった。
1968年には新宿副都心を推進する目的で設立された新都心新宿PR委員会（現・新宿観光振興協会の前身）初代委員長に就任。同年開催の新宿音楽祭では大会会長を務めた。
1969年に公開された大島渚監督の映画『新宿泥棒日記』には、本人役で出演している。
1971年、荒木経惟が自身の実質的な処女作である「センチメンタルな旅」（私家版）を紀伊國屋書店に置いてもらおうとしたときに、荒木経惟に序文を加えることをすすめ、「私写真家宣言」と呼ばれる文章が挿入される。「私写真」という言葉はここから生まれた。
1980年10月、株式会社紀伊國屋書店代表取締役会長に就任（後任社長は松原治）。
1981年10月、シュバリエ・デ・ザール・エ・レットル（フランス芸術文化勲章騎士章）受章。
1981年12月11日、悪性リンパ腫で死去。墓所は新宿区緑雲寺。

## 人物
- 晩年の1980年頃、深夜ラジオトークで「炭屋の片隅ではじめた本屋が日本一の本屋になるような、そんな時代というのは、もう来ないんでしょうね」と問われ、「何でも時代のせいにしてりゃあ、そりゃあ楽だわな」と答えている[2][注釈 1]。
- 「茂一のひとり歩き b/w 茂一音頭」という曲を吹き込み、レコードリリースしている。

## 交友関係
- 次のクラブに行く時に、ピーコに「（銀座の真ん中を）俺の鞄を持って、俺の前に立って『タナベモイチが通ります〜、タナベモイチが通ります〜』って言いながら歩け」と言い、声が小さいと「もっとおっきい声で!」と言い直しをさせながらも、本人は小声で「そこのけ、そこのけ」と並木通りからずっと歩いて（歩かせて）いたとのこと。元気な時には、「俺の葬式のとき、ピーコは駐車場で『こっちこっち』ってやる係だからな」「なんで! 私、駐車場でそんな事する係、嫌よ」「バカヤロー、森繁久彌だって下足番なんだぞ」との会話などもあったとのことで、ピーコは著書で「茂一ちゃんは困った人でもあったけど、とても可愛くていい人だったよ」などと述懐している。[3]
- 1965年、日本ペンクラブ創立30周年記念祝賀会の準備で、まだ詩集を二、三冊出した頃の堤清二を同会会員に引き入れる[4]。祝賀会開催のための募金集めは、ペンクラブの名前では大企業の偉い人に会うのに時間がかかるため、西武百貨店社長の肩書を持つ堤なら面会も早かった。当時、大企業は寄付の要請に防備を固めていた。堤清二は父・康次郎が、首相だった池田勇人と親しく[5][6]、その取り巻きである「財界四天王」とも近い関係であったため、当時鉄鋼連盟会長だった富士製鉄の永野重雄に寄付の要請に田辺と行った。すると田辺はくしゃくしゃの上衣の内ポケットから、当時のペンクラブ会長・川端康成の寄付要請書を取り出したが、その宛名は「鉄鋼労連会長殿」になっていた。永野は「これは労働組合宛ですよ。僕は経営者の方だから立場が逆だが」と突き返した。田辺は少しもあわてず、その場でボールペンで"労連"のところに二本の線を入れ、"連盟"と書き直し「鉄鋼連盟会長殿」と換え、また突き出した。永野は笑っていたが、堤は恥ずかしさで頭を掻いた[4]。トヨタ自動車の本社を訪ねた際には、当時の豊田英二副社長が対応してくれたが、田辺は不躾に「『黒の試走車』のような産業スパイ小説がベストセラーになっている世の中ですから、寄付をお勧めします」と言った。堤は「それはまずいですよ。そういう言い方はないですよ」と田辺の袖を引っ張った。田辺は「そうか」と怪訝な表情で堤を顧み、この二人のやりとりが滑稽だったか豊田は大笑いし寄付を承諾してくれた[4]。どこに行っても似たようなことの連続で、堤は冷や汗のかきどおしだったが、二人の募金活動は順調に進んだという[4]。
- 田辺に目をかけられた落語家の立川談志は、没後に形見分けをされた。これは田辺自身の遺言もあったといわれる。没後十数年を経て、談志[注釈 2]は『酔人・田辺茂一伝』（下記参照）を著した。
- 1995年には地元の区立新宿歴史博物館で『田辺茂一と新宿文化の担い手たち』展が行われた。

## 家族
- 妻は、随筆家内田誠の妻の姉[7]。
- 長男田辺礼一は、NHKのアナウンサーだったが、1981年に松原の招きで紀伊國屋書店に入社。専務を経て相談役となった。

## テレビドラマ出演
- 『花は花よめ』 第1シリーズ 第17話（1971年、日本テレビ）

## 著書
- 『純文学のために』編 紀伊国屋パンフレツト 1935年
- 『能動精神パンフレツト』編 紀伊国屋パンフレツト 1935年
- 『作品の印象』赤塚書房 1939年
- 『轗軻 随筆評論集』昭森社 1941年
- 『酔眼竹生島』創元社 1953年
- 『世話した女』創元社 1953年
- 『茂助の昨今』角川書店 1954年
- 『夜の市長』朋文社 1957年 / 田辺茂一コレクション・北溟社 2006年
- 『おんなたわけ』鏡浦書房 1959年
- 『浪費の顔』七曜社 1964年
- 『おんな新幹線』徳間書店 1967年
- 『裸像との対話 わが縦横交友録』富士書院 1967年
- 『芯のない日々』新潮社 1970年
- 『正体見たり』新潮社 1972年
- 『すたこらさっさ』（正・続）流動 1973年
- 『遊ばない人間に仕事ができるか』ダイワ・ブックス：大和出版 1976年
- 『茂一ひとり歩き』日本経済新聞社 1976年。元は『日本経済新聞』の連載『私の履歴書』
- 『わが町・新宿』サンケイ出版 1976年 / 旺文社文庫 1981年 / 紀伊國屋書店 2014年
- 『遊びの値打ち』ごま書房 ゴマブックス 1977年
- 『あの人この人五十年 もいちの縦横交友録』東京ポスト 1978年
- 『名を売る人間が仕事を伸ばす』大和出版 1979年
- 『作家のうらおもて 田辺茂一対談集』行政通信社 1980年
- 『田辺茂一の美女対談』紀尾井書房 1981年
- 『浪費ざんまい 巷の自画像』三天書房 1981年
- 『穀つぶし余話』言叢社 1981年
- 『六十九の非』新潮社 1982年

## 評伝文献
- 立川談志『酔人・田辺茂一伝』講談社、1994年／中公文庫、2021年
- 波多野聖『本屋稼業』角川春樹事務所、2016年／ハルキ文庫、2017年
- 永江朗『新宿で85年、本を売るということ』メディアファクトリー新書、2013年